# Теоклит Сфинас
Теоклит Сфинас (на гръцки: θεόκλητος Σφήνας) е гръцки духовник, митрополит на Вселенската патриаршия.

## Биография
Роден е в 1888 година в Пирея. Завършва Богословския факултет на Атинския университет. За дякон е ръкоположен през 1909 година. Три години е наместник в София, а след това служи в храма „Св. св. Константин и Елена“ в Пирея.
На 13 юни 1943 година е ръкоположен за гревенски митрополит.
Умира на 24 септември 1950 година.